# Диогения (дочь Келея)
Диогения (др.-греч. Διογένεια) — персонаж древнегреческой мифологии. Согласно Памфу, дочь царя Элевсина Келея и Метаниры.
Павсаний со ссылкой на Памфа и Гомера сообщает, что после того как в битве элевсинцев с афинянами погибли афинский царь Эрехтей и Иммарад, сын возглавлявшего элевсинцев Евмолпа, сам Евмолп вместе с дочерьми Келея Диогенией, Паммеропой и Сесарой организовали священную службу богиням.